# Schloss Slatiňany

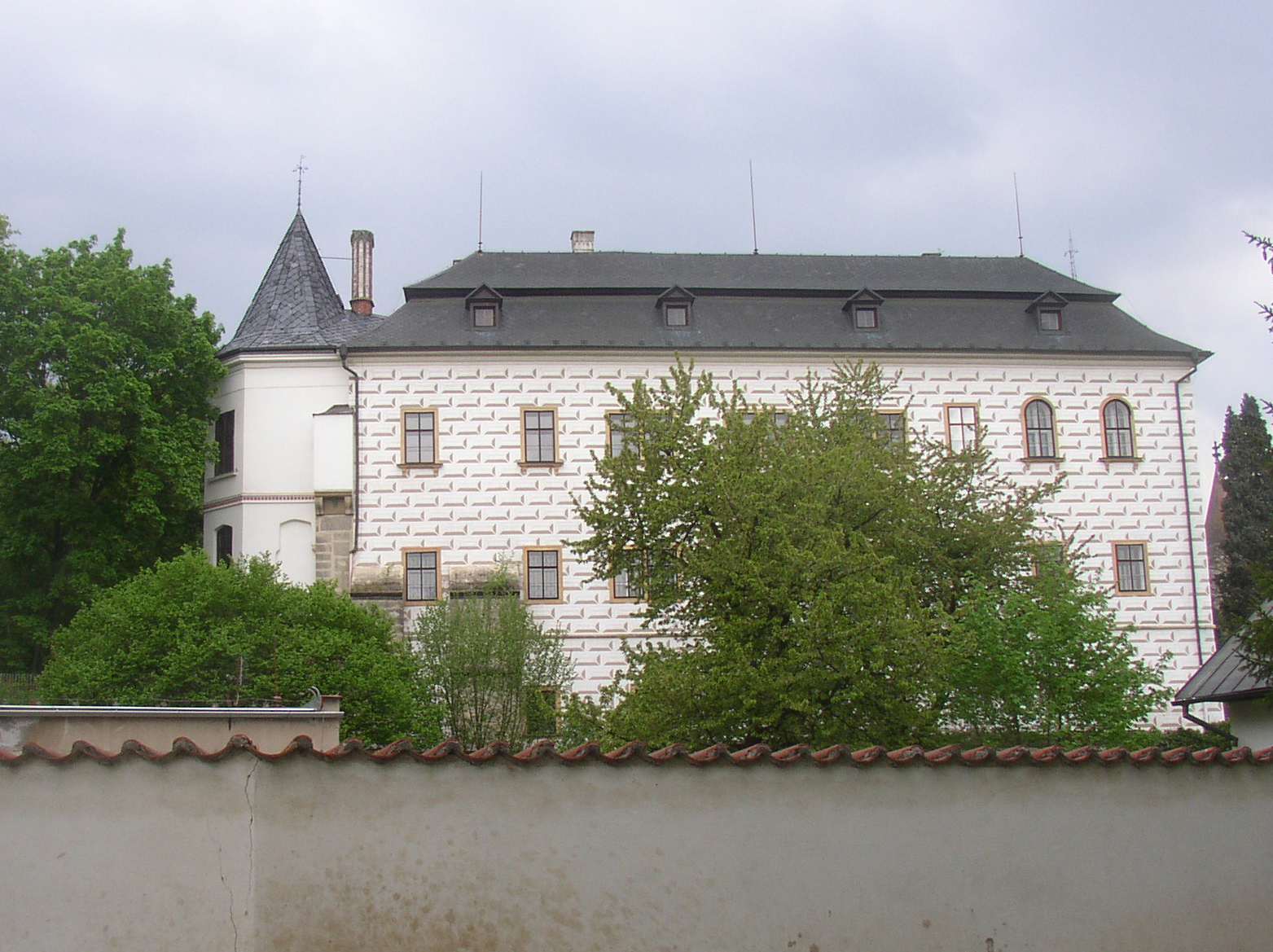
Schloss Slatiňany

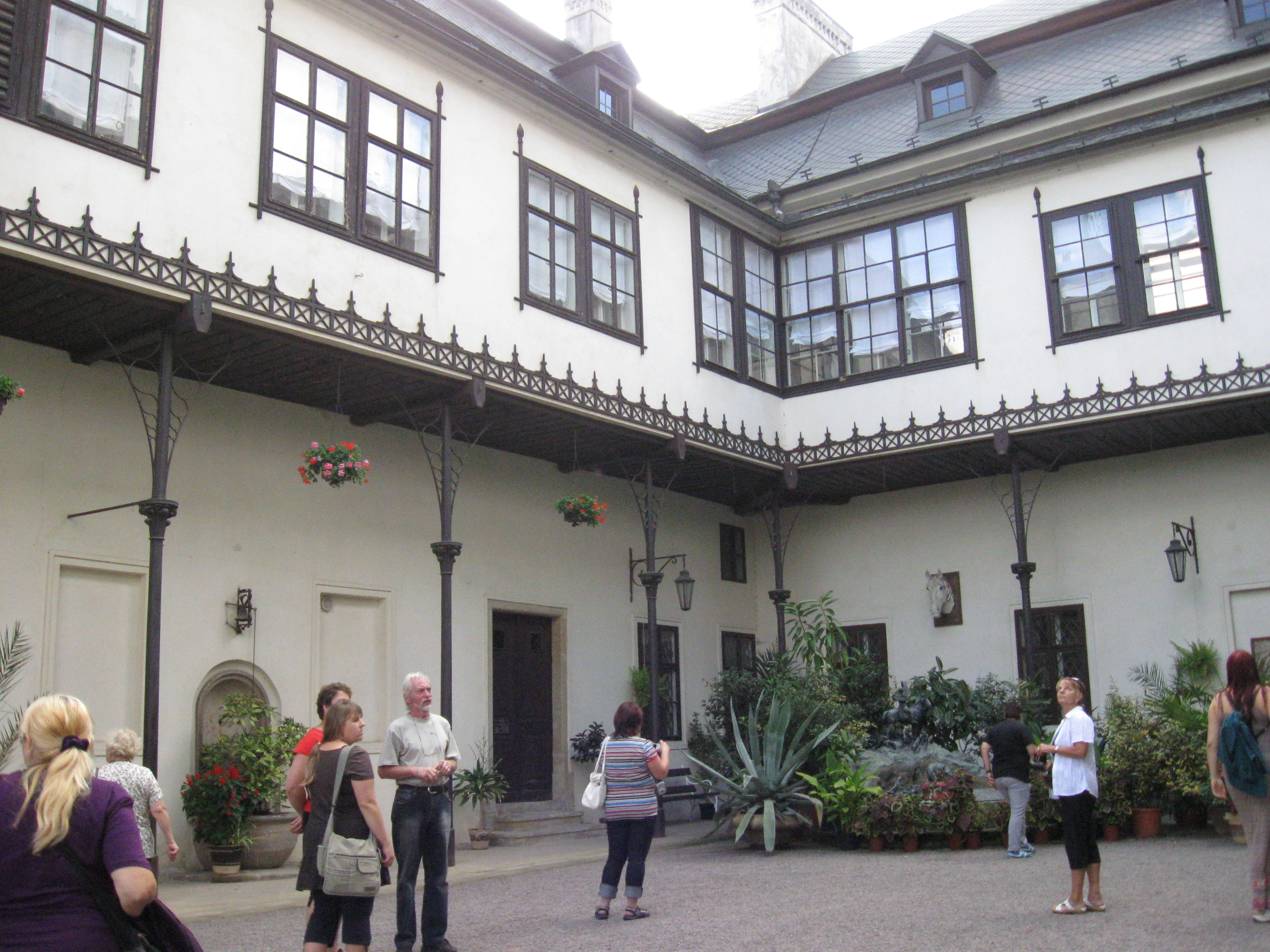
Innenhof

Das Schloss Slatiňany (deutsch Slatinian) befindet sich in Slatiňany im Okres Chrudim, Tschechien.

## Geschichte
Die ursprüngliche mittelalterliche Feste wurde ab 1580 durch den Baumeister Ulrico Aostalli für Bohuslav Mazanec von Frymburk zu einem Renaissance-Schloss umgebaut. Nach der Vollendung des Schlosses übersiedelte Mazanec von der abgelegenen und unkomfortablen Burg Rabštejnek in das neue Schloss. Mitte des 18. Jahrhunderts wurde das Schloss unter Johann Adam von Auersperg restauriert. Anfang des 19. Jahrhunderts wurde es im Stil des Klassizismus umgebaut. Ende des 19. Jahrhunderts erfolgte eine Veränderung im Stil der Neugotik. 
Im Schloss befindet sich eine Ausstellung mit Kunst- und Gebrauchsgegenständen aus der Pferdezucht. Zu sehen sind Bilder, Plastiken, Porzellan u. a. mit Pferdemotiven. Darunter befinden sich Bilder von Josef Mánes, J. Hamilton, Diego Rodríguez de Silva y Velázquez sowie Plastiken von Adriaen de Vries und Josef Václav Myslbek.